# Hórák

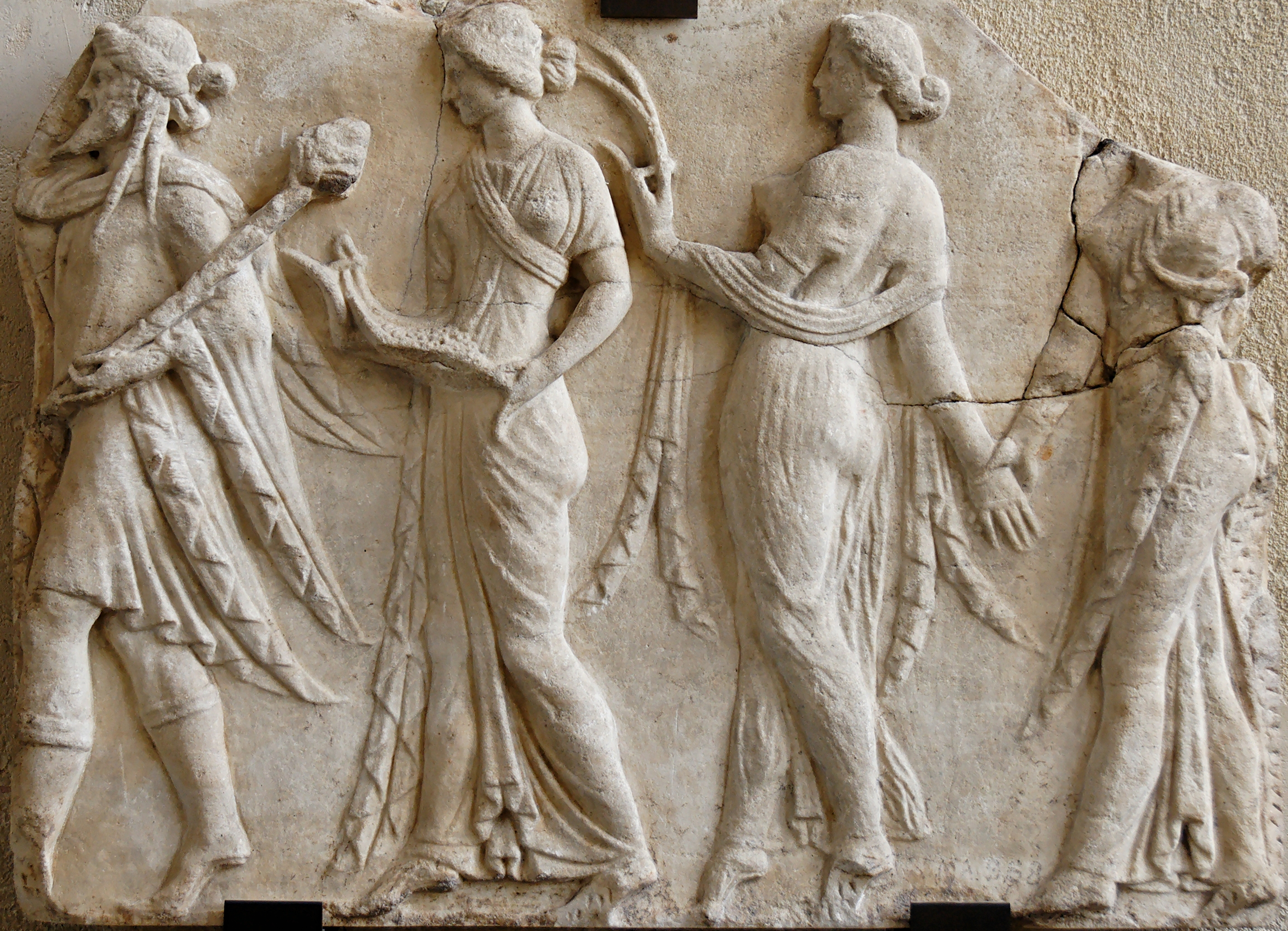
Dionüszosz és a Hórák, márvány dombormű, 1. század

A hórák (görögül  Ωραι – irodalmi fordításban órák) a görög mitológia istennői; az évszakok és az évszakok változásából eredő természeti rend, valamint az emberek és istenek közötti harmónia megszemélyesítői. Zeusz és Themisz ragyogó szépségű leányai, a Moirák féltestvérei. A görög mondavilág más sorsistennőihez (Khariszok, Moirák) hasonlóan  a Hórák  is hárman vannak; bár egyes irodalmak négy illetve két istennőt említenek.

## Az évszakok megszemélyesítői – első generáció
Eredetileg három évszak, a tavasz, a nyár és az ősz istennőit tisztelték bennük az egyszerű földművesek. Thalló – (Θαλλώ ) nevének jelentése „sarjasztó”, „virághozó” – a tavasz istennője és a fiatalság védelmezője; Auxó – (Αυξώ ) a „növesztő” – a nyár, a növények fejlődése valamint a kiteljesedés és Karpó – (Καρπώ) a „gyümölcsöztető” – az ősz istennője az érés, a szüret és a betakarítás megszemélyesítője. Alakjukat dús, virágmezőn körtáncot lejtő szép fiatal lányokként, a termékenység és a bőség megtestesítőiként ábrázolták, mint az isteni bőkezűség jelképeit. 
„leglassúbbak az istennők közt, ám a halandók
vágyait ők töltik be, a mindig bőkezű Hórák!”
(Theokritosz: Szürakuszai asszonyok Adónisz ünnepén, 104–105). ” 

## A rend istenei – második generáció

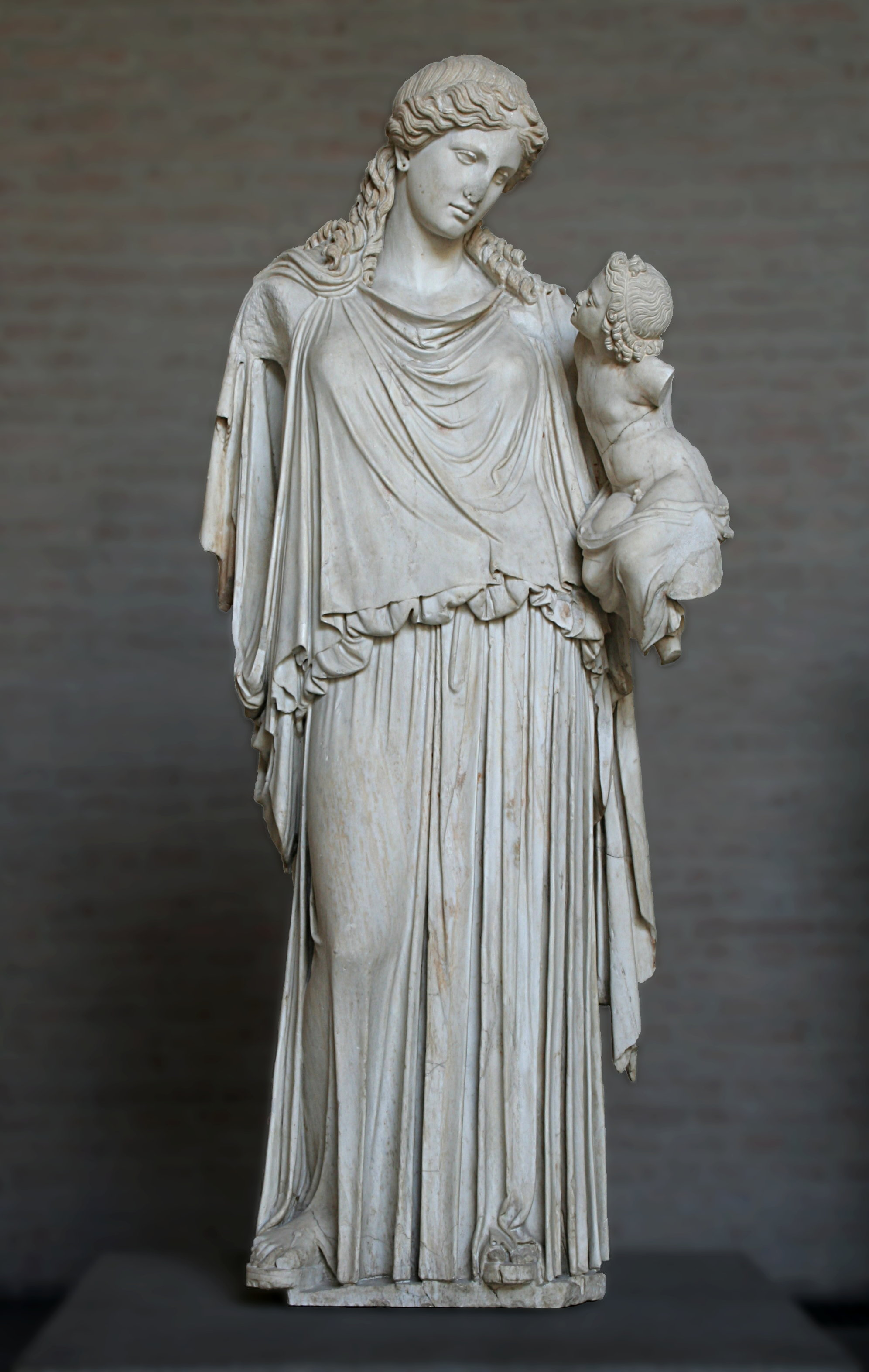
Eiréné, a béke istennője és a gyermek Pluto

Később a hórák szerepköre kibővül, így a természeti és a társadalmi törvények, az évszakok és az erkölcsök rendjének őrei lesznek. Eunomia – (Ευνομία) a „törvény” és törvényhozás; Diké – (Δίκη)  az „igazságosság” és Eiréné – (Ειρήνη) a „béke” istennője.  Tiszteletük a nagyvárosokban Athénban, Argoszban és Olümpiában teljesedett ki. 
„Eredeti feladatuk az emberi élet szabályozása és az egyenletesség biztosítása volt; ebben a funkciójukban vállalták az Olümposz felhőkapuinak őrzését, valamint Héra szekerének és lovainak gondozását.” 
Gyakran megjelentek Perszephoné és Aphrodité , vagy Zeusz, Dionüszosz, Apollón és Pán kíséretében.
A hellenisztikus vázaképeken hosszú ruhás, méltóságteljes lányokként ábrázolják őket, kezükben az általuk megtestesített évszakra jellemző virágokkal és gyümölcsökkel. Később, a barokk korban mind irodalmi, mind képzőművészeti alakjuk összeolvad a Khariszokéval, a báj és kellem istennőiével.

## Az órák
Végül a nappal tizenkét óráját gondozó és oltalmazó istennők nevei Caius Iulius Hyginus:Fabulae (Mesék) című műve nyomán: 
- Auge – első fény
- Anatolé vagy  Anatolia – napfelkelte
- Mouszika vagy Muzika – a reggeli tanulás és zene órája
- Gümnasztika – a reggeli testgyakorlás órája
- Nimfa – a reggeli tisztálkodás
- Meszembria – dél
- Szpondé – ebéd utáni italáldozat ideje
- Eleté – az ima, a délutáni munkaidő első órája,
- Akté – vagy Cüprisz, étkezés és kedvtelés, a délutáni munkaidő második órája
- Heszperisz –  az est
- Düszisz – alkonyat
- Arktosz – utolsó fény

## Külső hivatkozások
- Változó Világ – Hórák